# Bobbysocks!
Bobbysocks! je popové duo, které tvoří norská zpěvačka Hanne Krogh a švédsko-norská zpěvačka Elisabeth Andreassen. Společně vyhrály Eurovision Song Contest 1985 s písní „La det swinge“.

## Kariéra

### 20. století
Duo se dalo dohromady v roce 1983. Jejich konceptem bylo oprášit swingové a tradičně-popové hity 50. let a dát jim nový, moderní kabát. Obě zpěvačky se několikrát zúčastnily Eurovize – Krogh třikrát reprezentovala Norsko, v roce 1971 samostatně, v roce 1985 jako Bobbysocks a jako členka Just 4 Fun v roce 1991. Andreassen reprezentovala Švédsko v roce 1982 jako členka Chips, poté v roce 1985 s Bobbysocks, dále s Janem Wernerem Danielsenem v roce 1994 a samostatně v roce 1996, kdy skončila druhá. Je tak jediným interpretem, kterému se povedlo získat na Eurovision Song Contest první i druhé místo.
Debutovým singlem dua byl „I Don't Wanna Break My Heart“ (1984).
Duo v roce 1984 vydalo album Bobbysocks!, v roce 1986 Waiting for the Morning a v roce 1987 Walkin' on Air. V roce 1988 se skupina rozpadla a zpěvačky pokračovaly v sólové kariéře.

### 21. století
Duo několikrát společně vystoupilo v Norsku. Objevilo se také v roce 2005 na koncertě v Kodani při příležitosti 50. výročí Eurovize a v roce 2015 na koncertě v Londýně při příležitosti 60. výročí Eurovize. V roce 2010 se duo krátce vrátilo k výročí 25 let od vítězství na Eurovizi a vydalo kompilační album Let It Swing - The Best Of Bobbysocks!
V roce 2025 se duo zúčastnilo Melodi Grand Prix s písní „Joyful“. Ve finále 15. února se skladba umístila na celkovém třetím místě se 164 body, u diváků skončila jako druhá.

## Diskografie

### Alba
- 1984: Bobbysocks!
- 1986: Waiting for the Morning
- 1987: Walkin' on Air

### Výběrová alba
- 2010: Let it Swing - The Best of Bobbysocks!

### Singly
- 1984: „I Don't Wanna Break My Heart“
- 1984: „Radio“
- 1985: „Let It Swing“ / „La Det Swinge“
- 1986: „Waiting for the Morning“
- 1986: „Johnny And The Dancing Girls“
- 1987: „Swing It, Magister'n“
- 1987: „If I Fall“
- 1987: „Don't Leave Me Here Without You“
- 2010: „Boogie Woogie Mama“
- 2025: „Joyful“